# 锡拉库萨主教座堂

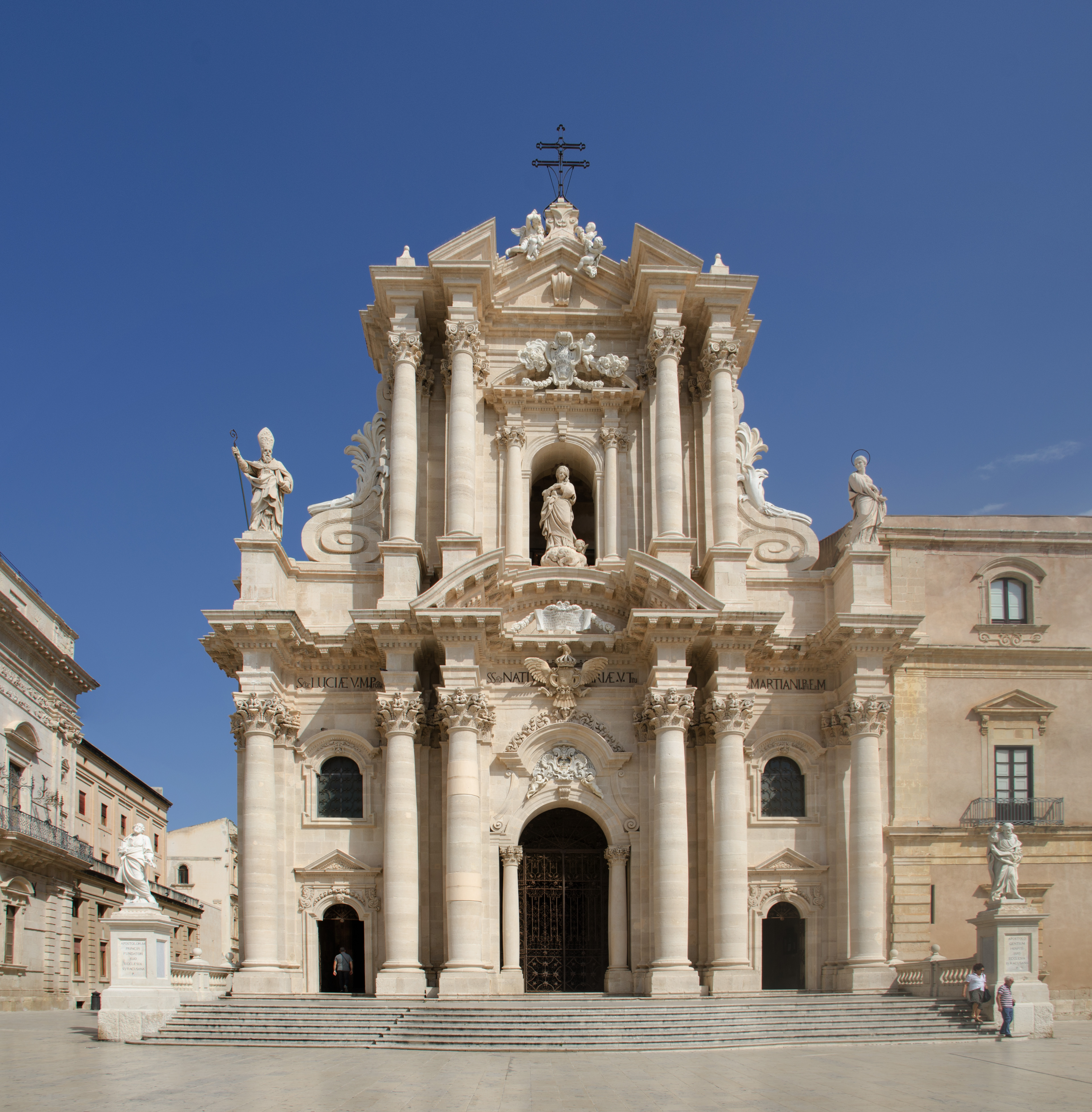
锡拉库萨主教座堂

锡拉库萨主教座堂（Duomo di Siracusa）是意大利西西里岛东部城市锡拉库萨的主要教堂，位于奥提伽岛（isola di Ortigia）最高的部分，原本是雅典娜神庙。

## 历史

### 教堂

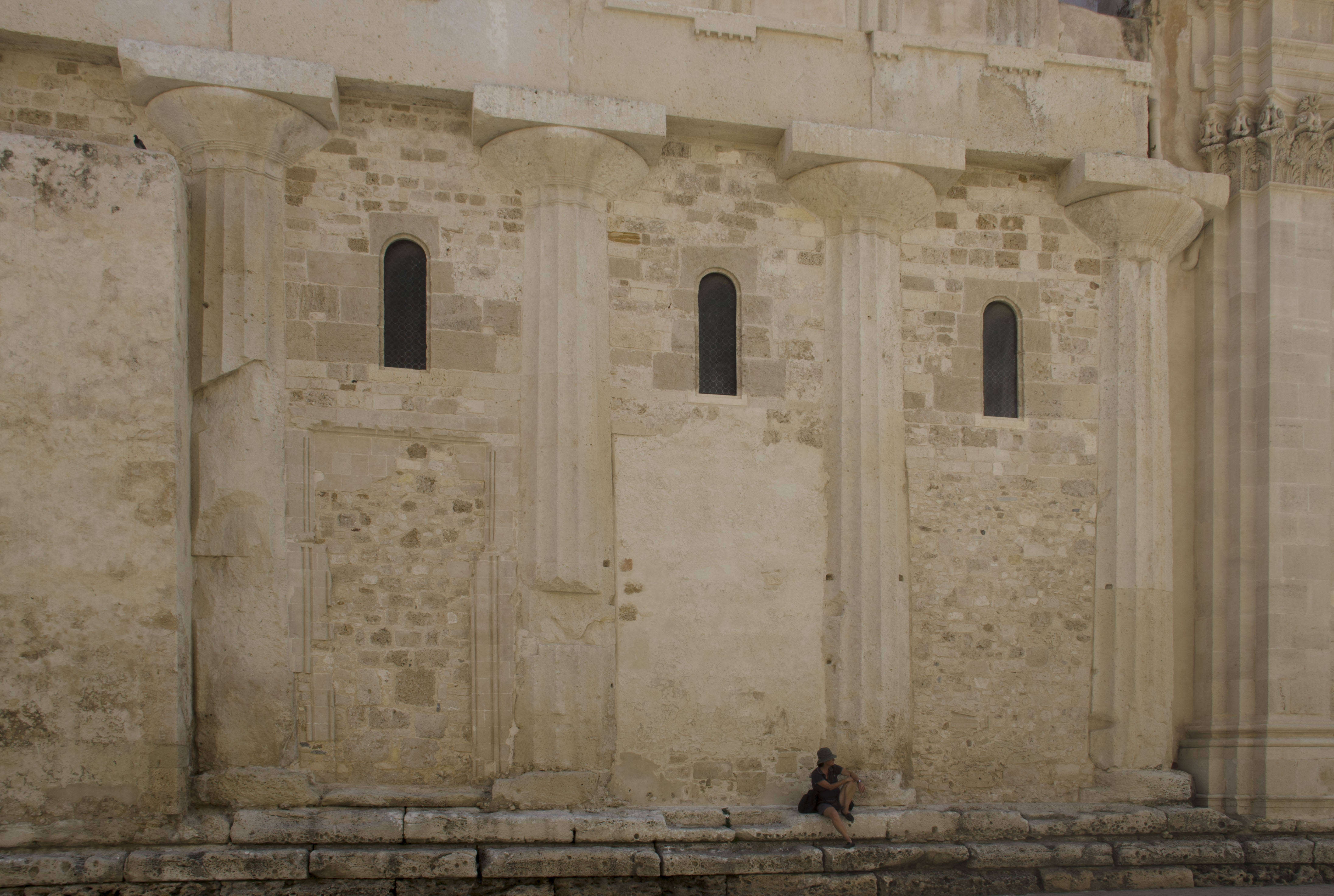
穹顶左侧的雅典娜神庙多立克列柱

在7世纪，神庙被该市主教改为教堂。教堂为拜占庭式建筑，堂名圣母圣诞。教堂保留了神庙外墙的柱廊，
1693年，教堂遭地震损坏，在1728年，由安德烈·帕尔马重建损坏的教堂立面，改为巴洛克建筑风格，到1753年完成。